# Értékmegőrző
Az Értékmegőrző a Civil Rádió hazai vonatkozású rocktörténeti műsora volt 2009 és 2010 között. Miután a sorozat véget ért, a szerkesztő-műsorvezető Jozé, 2011-ig Értékmegőrző Extra és egyéb címeken, további tematikus kiegészítő adásokat készített.

## Története

### Előzménye
Jozé már évek óta a Civil Rádió külsős munkatársaként, néhány műsor nem hivatalos zenei szerkesztőjeként dolgozott, amikor 2008-ban meghívást kapott a Civil az éterben című műsor egy adásában helyt kapott rockzenei vitaműsorba, ami később a Rocktörténeti kerekasztal néven futott vitasorozat első adásaként vonult be a köztudatba.
Az egyszerinek tervezett kerekasztal-beszélgetésnek több is folytatása lett, melynek főleg a Blueseum című műsor egyes 8 órás, egész éjszakás élő adásai adtak helyt és időt. A több-kevesebb rendszerességgel jelentkező, erős indulatokat kiváltó vitaműsor és beszélgetés-sorozat 2008. júliusa és 2009. szeptembere között zajlott. Ez idő alatt erősödött fel a hallgatói igény egy önálló Jozé-műsor elindítására.

### Kialakulása
Az eredetileg 50%-ban magyar, 50%-ban pedig külföldi előadókkal foglalkozó "Hálás füladat" című műsor első adásai 2008 őszén készültek el, azonban a tervezett műsor a Civil Rádió akkoriban átalakuló zenei koncepciója, illetve a nemzetközi zenével foglalkozó műsorok túlsúlya miatt végül egy kizárólag hazai előadókra fókuszáló tematikus sorozattá alakult át.
A rocktörténeti sorozat első, már "Értékmegőrző" néven futó adása 2009. július 3-án ment le, majd heti rendszerességgel jelentkezett 56 résszel, 56 héten keresztül: 48 magyar rock-előadó egy-egy korszakát egy-egy órában bemutatva.

### Utóélete
A sorozat végeztével Jozé "Értékmegőrző Extra" címen készített hazai rockkal foglalkozó műsorokat, illetve a Civil Rádió egyéb műsoraiban vendégeskedett (Rock-óra, Prozódia / Bach-találka, Hétpecsét) a rocktörténeti-sorozatban felmerült témák kapcsán.
Továbbá a Civil Rádió 2010-es húsvéti ünnepi adása, és a 2011-es Élő Pünkösd című ünnepi műsorfolyam is az Értékmegőrző folytatásának tekinthető, Jozé műsorvezetésével, az Értékmegőrzőhöz kapcsolódó zenékkel és vendégekkel.

## Szlogenje
"Értékmegőrző (Rocktörténeti sorozat) - Válogatás a hazai rock kincsestárából"

## Ajánlója
A Civil Rádió hivatalos beharangozója annak idején így mutatta be a sorozatot:
"A műsor célja, hogy bemutassa a hazai rock olyan maradandó felvételeit, melyekről már most bátran kijelenthető, hogy kiállták az idő próbáját. Fontos dalokat olyan zenekaroktól, amelyek sok éve részei a magyar kultúrának. Olyan dalokat, amelyek zenéjükben vagy szövegükben értéket hordoznak. Olyan dalokat, amelyek miatt máig milliók hallgatnak rockzenét.
A műsorban elhangzanak ismert és kevésbé ismert, sikeres és kevésbé sikeres dalok. Köztük ritka kislemez-, demó- és koncertfelvételek is.
Műfajilag a fő csapásirány a hard rock, a progresszív rock és a jazz rock. De nem zárkózunk el egyéb irányzatoktól sem."

## Érdekességek
- 2009-ben az Értékmegőrző Extrában volt a 2008-as budapesti Rick Wright Emlékkoncert felvételének rádiós premierje.

További érdekesség, hogy Jozé, mint a Magyar Pink Floyd Klub elnöke, műsorvezetője és társ-szervezője is volt a rendezvénynek.
- 2009-ben az Értékmegőrzőben volt a P. Mobil Gyöngyök és disznók című kislemezének rádiós premierje.
- 2009-ben az Értékmegőrzőben volt a OneHeadedMan 2010-es Winter, Thunder, Etc... című albumának rádiós premierje. Hónapokkal a hivatalos megjelenés előtt.
- Az Omega első időszakával foglalkozó 2009-es Értékmegőrző adás, 2010-ben kibővített változatban ismét adásba került.

További érdekesség, hogy a bővített változatot az Omega Fan Club vezetőjével, Balogh Józseffel közös munka alapján alakították ki.
- 2010-ben a Részletkérdés együttes A legújabb kor című albumát bemutató Értékmegőrző Extrában volt a 2009-es budapesti jótékonysági Leukémia Fesztivál koncert-felvételeinek rádiós premierje.

További érdekesség, hogy az országos jótékonysági fesztivál-sorozat ötletgazdája és a főszervezője is Jozé volt.
- 2010-ben az Értékmegőrzőben volt a Trottel Stereodream Experience Embryo című albumának rádiós premierje.
- 2010-ben az Értékmegőrzőben volt a Lord Örökké című albumának rádiós premierje.
- 2010-ben az Értékmegőrző Extra vendége Matt Schellenberg, az amerikai Territorial Chant vezetője volt, aki annak kapcsán adott mélyinterjút, hogy magyar zenészekkel alapított magyarországi zenekarokat (Lelkes Állatok, Rengeteg).
- 2010-ben az Értékmegőrző Extrában volt a Rengeteg Táncszínház című koncertjének rádiós premierje.

További érdekesség, hogy a felvétel a budai Fonóban, a Civil Rádiónak akkor helyt adó épületben készült.
- 2011-ben az Élő Pünkösdben volt Matt & Carolyn Shellenberg Songs I-II. című dupla albumának hazai rádiós premierje.

További érdekesség, hogy a élő adásfolyam egyik vendége Matt-ék zenésztársa: Prazsák László volt.

## Adásrend

### Értékmegőrző

#### Fejezetek a magyar rock zivataros évtizedeiből
- No 01. - SYRIUS - 2009. 07. 03.
- No 02. - EDDA (MŰVEK) - 2009. 07. 10.
- No 03. - FONOGRÁF - 2009. 07. 17.
- No 04. - KORÁL - 2009. 07. 24.
- No 05. - LOCOMOTIV GT - 2009. 07. 31.
- No 06. - PANTA RHEI - 2009. 08. 07.
- No 07. - POKOLGÉP - 2009. 08. 14.
- No 08. - SZABÓ GÁBOR - 2009. 08. 21.
- No 09. - OMEGA (RED STAR) - 2009. 08. 28. és 2010. 08. 30.
- No 10. - SLOGAN - 2009. 09. 04.
- No 11. - KOVÁCS KATI - 2009. 09. 11.
- No 12. - HIT (ROCK) - 2009. 09. 18.
- No 13. - SOLARIS - 2009. 09. 25.
- No 14. - BERGENDY - 2009. 10. 02.
- No 15. - LEUKÉMIA - 2009. 10. 09.
- No 16. - P. MOBIL - 2009. 10. 16.
- No 17. - ILLÉS - 2009. 10. 23.
- No 18. - (NAGYFERÓ ÉS A) BIKINI - 2009. 10. 30.
- No 19. - DINAMIT - 2009. 11. 06.
- No 20. - PIRAMIS - 2009. 11. 13.
- No 21. - MÁTÉ PÉTER - 2009. 11. 20.
- No 22. - P. MOBIL II. - 2009. 11. 27.
- No 23. - NAGY FERÓ - 2009. 12. 04.
- No 24. - (THE) BEDLAM - 2009. 12. 11.
- No 25. - SZÖRÉNYI LEVENTE - 2009. 12. 18.
- No 26. - (THE) ONEHEADEDMAN - 2009. 12. 25.
- No 27. - KIS RÁKFOGÓ - 2010. 01. 01.
- No 28. - PANDORA'S BOX - 2010. 01. 08.
- No 29. - KARTHAGO - 2010. 01. 15.
- No 30. - EDDA MŰVEK II. - 2010. 01. 22.
- No 31. - BEATRICE - 2010. 01. 29.
- No 32. - KONTROLL CSOPORT - 2010. 02. 05.
- No 33. - (DIE) TROTTEL - 2010. 02. 12.
- No 34. - SKORPIÓ - 2010. 02. 19.
- No 35. - PRESSER GÁBOR - 2010. 02. 26.
- No 36. - CLASSICA - 2010. 03. 05.
- No 37. - ILLÉS II. - 2010. 03. 12.
- No 38. - MOBY DICK - 2010. 03. 19.
- No 39. - TROTTEL (STEREODREAM EXPERIENCE) II. - 2010. 03. 26.
- No 40. - LORD - 2010. 04. 02.
- No 41. - ISMERŐS ARCOK - 2010. 04. 09.
- No 42. - SATURNUS - 2010. 04. 16.
- No 43. - BEATRICE II. - 2010. 04. 23.
- No 44. - (A. E.) BIZOTTSÁG - 2010. 04. 30.
- No 45. - MINI - 2010. 05. 07.
- No 46. - KEX - 2010. 05. 14.
- No 47. - NON STOP - 2010. 05. 21.
- No 48. - LOCOMOTIV GT II. - 2010. 05. 28.
- No 49. - WASZLAVIK (PETŐFI VELOREX GAZEMBER SÁMÁN) LÁSZLÓ - 2010. 06. 04.
- No 50. - DEÁK (BILL) GYULA - 2010. 06. 11.
- No 51. - OMEGA II. - 2010. 06. 18.
- No 52. - TAKÁTS TAMÁS (DIRTY) BLUES BAND - 2010. 06. 25.
- No 53. - ILLÉS LAJOS - 2010. 07. 02.
- No 54. - BIKINI II. - 2010. 07. 09.
- No 55. - KISPÁL ÉS A BORZ - 2010. 07. 17.
- No 56. - EAST - 2010. 07. 23.

### Értékmegőrző Extra

#### Rick Wright Emlékkoncert
- Extra 01. - MAROONED GUITAR DUO - 2009. 09. 15.
- Extra 02. - HIT ROCK - PINK FLOYD TRIBUTE BAND - 2009. 09. 15.
- Extra 03. - ECHOES OF PINK FLOYD - 2009. 09. 15.
- Extra 11. - MAROONED GUITAR DUO + HIT ROCK - PINK FLOYD TRIBUTE BAND + ECHOES OF PINK FLOYD - 2010. 09. 17.

#### Matt Schellenbergzenekarai
- Extra 04. - RENGETEG + TERRITORIAL CHANT - 2010. 04. 05.
- Extra 24. - TERRITORIAL CHANT + LELKES ÁLLATOK + RENGETEG + MATT & CAROLYN SCHELLENBERG 2011. 06. 12.

#### Kislemezes formációk
- Extra 10. - FÁRAÓ + HIT (ROCK) + KEX + NON-STOP + TAURUS EX-T: 25-75-82 - 2010. 09. 10.
- Extra 12. - ECHO + METAL COMPANY + MINI + MISSIÓ + P. MOBIL - 2010. 09. 24.

#### Klasszikus dalok németül
- Extra 22. - ILLÉS - KOVÁCS KATI - LOCOMOTIV GT - OMEGA - 2010. 12. 03.

#### Klasszikus dalok angolul
- Extra 23. - BIKINI - EDDA MŰVEK - FONOGRÁF - KARTHAGO - PIRAMIS - 2010. 12. 10.

#### Klasszikus dalok szólófelvételeken
- Extra 16. - BALÁZS FECÓ + CHARLIE + MECKY + PRESSER GÁBOR + SZÖRÉNYI LEVENTE + ZORÁN - 2010. 10. 22.
- Extra 21. - BENKŐ LÁSZLÓ + DEÁK (BILL) GYULA - KALAPÁCS - SOM-ZÁVODI - VIKIDÁL GYULA - 2010. 11. 26.

#### Maradandó albumok
- Extra 05. - SUPERGROUP - Live 1982 - 2010. 08. 06.
- Extra 06. - MISSIÓ - 1 1989 - 2010. 08. 13.
- Extra 07. - ESZTERLÖVÉSZEK - Életérzés 2000 - 2010. 08. 20.
- Extra 08. - RÉSZLETKÉRDÉS - A legújabb kor 2007 - 2010. 08. 27.
- Extra 09. - OMEGA - Time Robber 1976 - 2010. 09. 03.
- Extra 13. - BERGENDY - Jazz 1977 - 2010. 10. 01.
- Extra 14. - GENERÁL - Zenegép 1977 - 2010. 10. 08.
- Extra 15. - RENGETEG - I 2003 - 2010. 10. 15.
- Extra 17. - SYRIUS - Shattered Dreams 2009 - 2010. 10. 29.
- Extra 18. - KASZAKŐ - Édenkert 1983 - 2010. 11. 05.
- Extra 19. - (EF ZÁMBÓ) HAPPY DEAD BAND - Himalája 1991 - 2010. 11. 12.
- Extra 20. - POKOLGÉP - Adj új erőt 1991 - 2010. 11. 19.

## Kapcsolódó adások

### Hálás füladat

#### próba-adások illetve később újragondolt újravágott anyagok
- Pilot 01. - Omega 2008
- Pilot 02. - Kraftwerk 2008
- Pilot 03. - Slogan 2008
- Pilot 04. - Pink Floyd 2008
- Pilot 05. - Syrius 2008
- Pilot 06. - Deep Purple 2008
- Pilot 07. - Solaris 2008

##### Műsorvezető
- Jozé

### Gospel Café

#### Bíró Zsolt és Jozé beszélgetéseMatt Schellenbergzenekarairól
- "Keresztény rockzene" 2009. 07. 25.

##### Műsorvezető
- Bíró Zsolt

### Élő Pünkösd

#### Ünnepi beszélgetés-sorozatMatt Schellenbergegyütteseinek zenéivel
- "A Pünkösdi ünnepkör bemutatása" / "A kereszténység és a zene kapcsolata" 2011. 06. 12.

##### Műsorvezetők
- Bíró Zsolt - Gospel Café
- Jozé - Értékmegőrző
- Kelemen Gábor - Gospel Café
- Szabados György - Hétpecsét

##### Vendég
- Prazsák László (Előretolt Helyőrség, Rengeteg, Felvonulás Jézusért, Ez az a nap, Soul & Gospel Fesztivál)

### Civil az éterben

#### Az első "Rocktörténeti kerekasztal"
- "Létezik-e még rockzene?" / "1973 - a fordulat éve" 2008. 06. 15.

##### Műsorvezetők
- Jozé - Értékmegőrző
- Murányi György - Blueseum
- Németh Gábor / Tallér Gábor - Honi Jazz
- Radó László - Civil az éterben

### Blueseum éjjel

#### Külföldi előadók tematikus bemutatása a "Rocktörténeti kerekasztal" adásokban
- Black Sabbath 2008. 07. 27.
- Blind Faith / Eric Clapton 2008. 12. 14.
- Colosseum / Colosseum II 2008. 11. 16.
- Flower Kings / Roine Stolt 2008. 12. 14.
- Gary Moore 2009. 01. 11.
- Kraftwerk / Organization 2008. 12. 14. és 2009. 04. 05.
- Led Zeppelin 2008. 07. 27.
- Livin' Blues 2009. 01. 11.
- Pink Floyd 2008. 09. 21.
- Supertramp 2008. 09. 21.
- Triumvirat 2009. 01. 11. és 2009. 04. 05.

#### Külföldi előadók tematikus bemutatása - előkészített, de elmaradt adások
- Deep Purple 2009
- Emerson, Lake and Palmer 2009

##### Műsorvezetők
- Jozé - Értékmegőrző
- Murányi György - Blueseum
- Németh Gábor / Tallér Gábor - Honi Jazz
- Radó László - Civil az éterben

## Külső hivatkozások
- A műsor honlapja